# Three Times and Out
Three Times and Out è un cortometraggio muto del 1915. Il nome del regista non viene riportato. Nel 1914 e nel 1915, King Baggot e Arline Pretty, i due protagonisti, recitarono insieme numerose volte.
Il primo dei 28 film di Baggot che uscirono nel 1915: tranne che in pochissimi casi, l'attore quell'anno lavorò quasi sempre con il regista George Lessey.

## Produzione
Il film fu prodotto dall'Independent Moving Pictures Co. of America (IMP).

## Distribuzione
Il film uscì nelle sale cinematografiche USA il 4 gennaio 1915, distribuito dall'Universal Film Manufacturing Company.